# 前庭
前庭（ぜんてい、まえにわ）
1. 前庭（ぜんてい、まえにわ）は、住宅地・屋敷・場内・敷地において建築物の前にある庭。国会前庭など。住宅庭園も参照
2. 前庭（ぜんてい）は、医学・生物学などにおいて何らかの器官の手前にある平坦な部分。口腔前庭、膣前庭など。
3. 前庭（ぜんてい）は、内耳にある器官のこと。本記事ではこの前庭について述べる。

前庭（ぜんてい、英語: vestibule、ドイツ語: Vorhof、ラテン語: vestibulum）は、内耳にあり重力と直線加速度を司る感覚器官。前庭器官の名でも知られる。
前下内側は蝸牛と、後上外側は三半規管と接する内耳の中央部にある器官である。三半規管同様、内部はリンパ液で満たされており、三半規管や蝸牛に通じている。内壁には卵形嚢と球形嚢という2つの耳石器（後述）が、中耳側には前庭窓と蝸牛窓がある。
耳石器の数は、哺乳類は卵形嚢と球形嚢の2つだけだが、魚類、両生類、爬虫類、鳥類は更に3つ目の耳石器として壷嚢を持っている。これらの耳石器の内部には炭酸カルシウムでできた平衡砂（耳石）があり、感覚細胞に繋がっている。これが重力や直線加速度によって傾くことで前庭神経から脳に刺激が送られる。

## ヒトの前庭
側頭骨の岩様部にある内耳は骨迷路と膜迷路に分けられる。前庭は前庭、蝸牛、骨半規管（三半規管）、内耳道の4部から成る骨迷路の一部にあたる。前庭内側は内耳道底、外側は鼓室内壁に接する。外側壁に前庭窓、蝸牛窓の2孔があり、前庭窓は卵円形で鼓室に通じ、アブミ骨底がこれに合して閉じる。蝸牛窓は前庭窓の後下方で円形もしくは三角形を呈し、結合組織性の第2鼓膜に閉ざされるが蝸牛鼓室階に通じる。
内側壁には前庭稜が垂直に走り、庭腔を前後の陥凹に分ける。前側は球形嚢陥凹で球形嚢を配置、後側は卵形嚢陥凹で卵形嚢を置く。内耳道底になる部分に篩状斑 macula cribrosa があり、内耳道底から膜迷路に分布する神経束が通る。篩状斑は、卵形嚢陥凹中の上篩状斑、球形嚢陥凹中の中篩状斑、卵形嚢陥凹下部の下篩状斑の3部に分かれる。